# Giải Astrid Lindgren

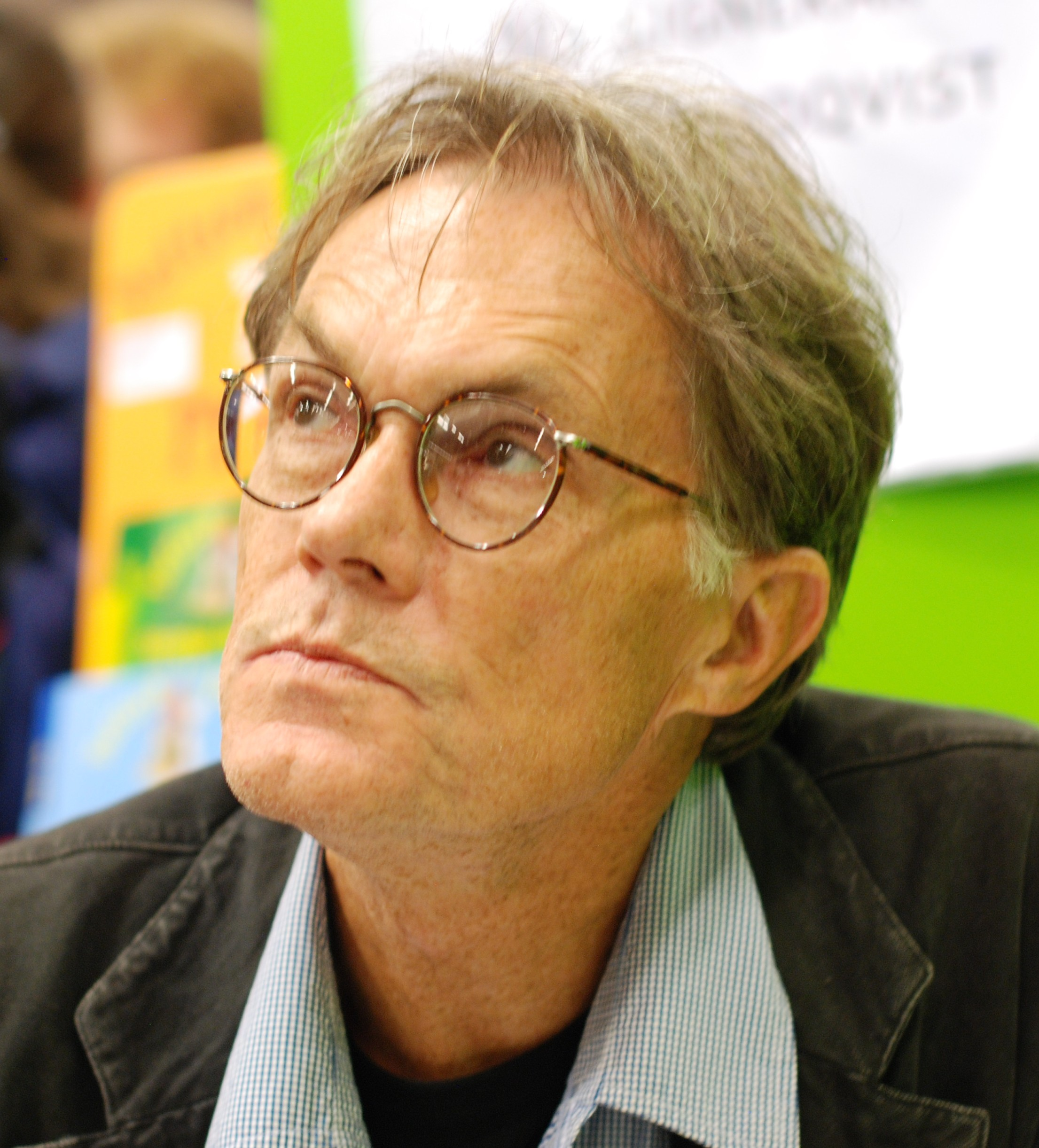
Sven Nordqvist, tác giả quyển Gubben og katten, đoạt giải năm 2003. Hình năm 2010

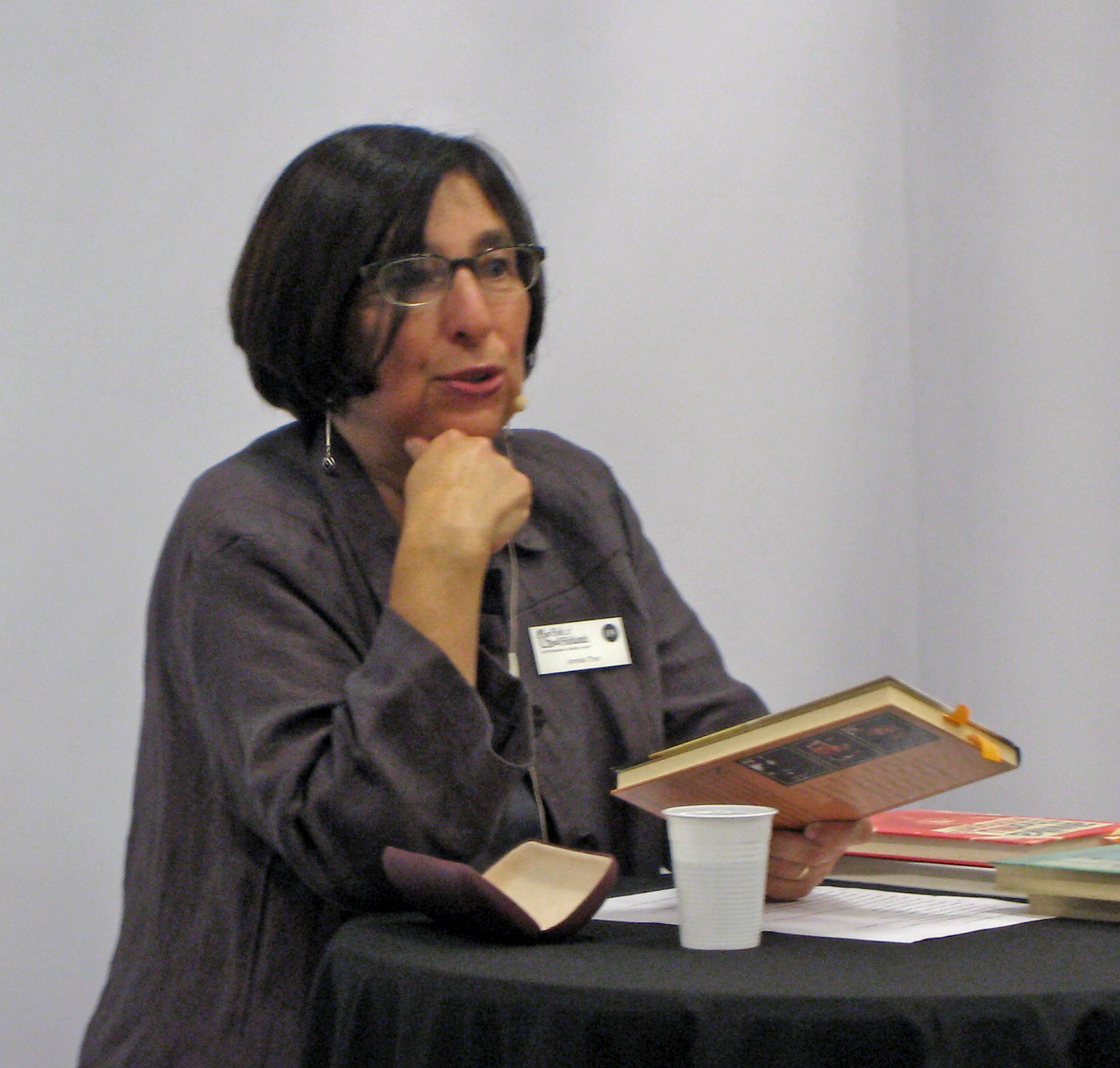
Annika Thor, tác giả loạt truyện En øy i havet, đoạt giải năm 2000. Hình năm 2009.

Giải Astrid Lindgren là một giải thưởng văn học dành cho các tác giả sách thiếu nhi và thanh thiếu niên của Thụy Điển. Giải này được công ty xuất bản Rabén & Sjögren – công ty xuất bản mà Astrid Lindgren làm biên tập viên và xuất bản các tác phẩm của bà - lập ra năm 1967.
Giải được trao hàng năm vào ngày 14 tháng 11, ngày sinh của Astrid Lindgren. Khoản tiền thưởng của giải là 50 000 krona Thụy Điển. Ban giám khảo gồm những người đại diện cho công ty xuất bản và cho gia đình Astrid Lingren..

## Những người đoạt giải
- 2021: Ylva Karlsson
- 2020: Jakob Wegelius
- 2019: Kerstin Lundberg Hahn
- 2018: Lisa Bjärbo
- 2017: Jenny Jägerfeld
- 2016: Anna Höglund
- 2015: Mårten Sandén
- 2014: Frida Nilsson
- 2013: Katarina von Bredow
- 2012: Katarina Kieri
- 2011: Jan Lööf
- 2010: Moni Nilsson
- 2009: Olof và Lena Landström
- 2008: Pija Lindenbaum
- 2007: Helena Östlund[2]
- 2006: Ulf Nilsson
- 2005: Jujja Wieslander
- 2004: Pernilla Stalfelt
- 2003: Sven Nordqvist
- 2002: Stefan Casta
- 2001: Eva Eriksson
- 2000: Annika Thor
- 1999: Per Nilsson
- 1998: Bo R. Holmberg
- 1997: Anna-Clara và Thomas Tidholm
- 1996: Henning Mankell
- 1995: Peter Pohl
- 1994: Eva Wikander
- 1993: Ulf Stark
- 1992: Sven Christer Swahn
- 1991: Max Lundgren
- 1990: Maj Bylock
- 1989: Annika Holm
- 1988: Lena Anderson và Christina Björk
- 1987: Nan (Inger) Östman
- 1986: Margareta Strömstedt
- 1985: Viveca Sundvall
- 1984: Astrid Bergman Sucksdorff
- 1983: Siv Widerberg
- 1982: Inger Brattström
- 1981: Gunilla Bergström
- 1980: Maud Reuterswärd (truy tặng)
- 1979: Rose Lagercrantz
- 1978: Gunnel Linde
- 1977: Kerstin Thorvall
- 1976: Irmelin Sandman Lilius
- 1975: Hans-Eric Hellberg
- 1974: Inger và Lasse Sandberg
- 1973: Barbro Lindgren
- 1972: Maria Gripe
- 1971: Hans Peterson
- 1970: Lennart Hellsing
- 1969: Harry Kullman
- 1968: Ann Mari Falk
- 1967: Åke Holmberg